# Rukomet na OI 2012. – sastavi (muškarci)

## Skupina A

### Francuska
| Ime i prezime     | Klub            |
| ----------------- | --------------- |
| Thierry Omeyer    | Kiel            |
| Daouda Karaboué   | Touoluse        |
| Jérôme Fernandez  | Toulouse        |
| Daniel Narcisse   | Kiel            |
| Guillaume Gille   | Hamburg         |
| Nikola Karabatić  | Montpellier HB  |
| Xavier Barachet   | Chambéry        |
| Bertrand Gille    | Hamburg         |
| Cédric Sorhaindo  | Barcelona       |
| Michaël Guigou    | Montpellier HB  |
| Samuel Honrubia   | PSG             |
| Luc Abalo         | Atlético Madrid |
| Guillaume Joli    | Valladoid       |
| Didier Dinart     | PSG             |
| William Accambray | Montpellier HB  |
| Claude Onesta     |                 |

### Švedska
| Ime i prezime                 | Klub                     |
| ----------------------------- | ------------------------ |
| Mattias Andersson             | SG Flensburg-Handewitt   |
| Mattias Gustafsson            | TuS Nettelstedt-Lübbecke |
| Kim Andersson                 | Kiel                     |
| Jonas Källman                 | Atlético Madrid          |
| Magnus Jernemyr               | Barcelona                |
| Niclas Ekberg                 | AG København             |
| Dalibor Doder                 | DVG Minden               |
| Jonas Larholm                 | Aalborg Håndbold         |
| Tobias Karlsson               | SG Flensburg-Handewitt   |
| Johan Jakobsson               | Aalborg Håndbold         |
| Johan Sjöstrand               | Barcelona                |
| Fredrik Petersen              | Bjerringbro-Silkeborg    |
| Kim Ekdahl Du Rietz           | HBC Nantes               |
| Mattias Zachrisson            | Eskilstuna Guif          |
| Andreas Nilsson               | IFK Skövde HK            |
| Staffan Olsson i Ola Lindgren |                          |

### Island
| Ime i prezime            | Klub                  |
| ------------------------ | --------------------- |
| Björgvin Páll Gústavsson | SC Magdeburg          |
| Vignir Svavarsson        | TSV Hannover-Burgdorf |
| Kári Kristjánsson        | HSG Wetzlar           |
| Aron Pálmarsson          | Kiel                  |
| Ingimundur Ingimundarson | Fram Reykjavik        |
| Ásgeir Örn Hallgrímsson  | TSV Hannover-Burgdorf |
| Arnór Atlason            | AG København          |
| Guðjón Valur Sigurðsson  | AG København          |
| Snorri Guðjónsson        | AG København          |
| Ólafur Stefánsson        | AG København          |
| Alexander Petersson      | Füchse Berlin         |
| Hreiðar Guðmundsson      | Nøtterøy IF           |
| Sverre Andreas Jakobsson | TV Großwallstadt      |
| Róbert Gunnarsson        | Rhein-Neckar Löwen    |
| Ólafur Bjarki Ragnarsson | Kópavogs              |
| Guðmundur Guðmundsson    |                       |

### Velika Britanija
| Ime i prezime         | Klub            |
| --------------------- | --------------- |
| Jesper Parker         | IK Sävehof      |
| Ciaran Williams       | Salford HC      |
| Sebastian Prieto      | Viking HK       |
| Christopher Mohr      | Odder Håndbold  |
| Robert White          | HB Valence      |
| Sebastien Edgar       | LYS Nimes       |
| Steven Larrson        | Drammen HK      |
| Martin Hare           | Viking HK       |
| Nicholas Satchwell    | RTV 1879 Basel  |
| Daniel Mcmillan       | Odder Håndbold  |
| Mark Hawkins          | UMF Afturelding |
| Christopher Mcdermott | UMF Afturelding |
| Robin Garnham         | Fram Larvik     |
| John Pearce           | Braband         |
| Gawain Vincent        | HBC Nantes      |
| Dragan Đukić          |                 |

### Argentina
| Ime i prezime             | Klub                |
| ------------------------- | ------------------- |
| Matías Carlos Schulz      | Anaitasuna Pamplona |
| Federico Gastón Fernández | BM Ciudad Encantada |
| Federico Pizarro          | Cedalo              |
| Sebastian Simone          | US Ivry Handball    |
| Pablo Sebastian Portela   | River Plate         |
| Diego Esteban Simonet     | US Ivry Handball    |
| Andrés Kogovsek           | Villa Ballester     |
| Mariano Andres Canepa     | Villa Ballester     |
| Leonardo Facundo Querin   | Union Juri Leoben   |
| Federico Matias Vieyra    | BM Huesca           |
| Guido Riccobelli          | U.N.L.U.            |
| Fernando Gabriel Garcia   | S.M.V.              |
| Gonzalo Matias Carou      | Ademar León         |
| Damian Emmanuel Migueles  | SAG Polvorines      |
| Juan Manuel Vazquez       | River Plate         |
| Eduardo Gallardo          |                     |

### Tunis
| Ime i prezime     | Klub               |
| ----------------- | ------------------ |
| Selim Hedoui      | Al-Arabi           |
| Ajmen Toumi       | Étoile Sportive    |
| Issam Tej         | Montpellier HB     |
| Jaleledine Touati | Dunkerque HB       |
| Visem Hmam        | Montpellier HB     |
| Amine Banour      | Club Africain      |
| Kamel Alouini     | Club Africain      |
| Marouen Magaiz    | HBC Nantes         |
| Vasim Helal       | Espérance Sportive |
| Vael Jalouz       | AS Hammamet        |
| Mosbah Sanai      | Étoile Sportive    |
| Hejkel Meganem    | Saint-Raphaël HB   |
| Anouar Ajed       | Fénix Toulouse     |
| Osama Bouganmi    | Club Africain      |
| Marouan Čourief   | Club Africain      |
| Alain Portes      |                    |

## Skupina B

### Španjolska
| Ime i prezime           | Klub            |
| ----------------------- | --------------- |
| José Javier Hombrados   | Atlético Madrid |
| Eduardo Gurbindo        | Valladoid       |
| Albert Rocas            | Barcelona       |
| Jorge Maqueda           | Aragón          |
| Víctor Tomás            | Barcelona       |
| Raúl Entrerríos         | Barcelona       |
| Mikel Aguirrezabalaga   | Barcelona       |
| Daniel Sarmiento Melián | Barcelona       |
| Julen Aguinagalde       | Atlético Madrid |
| Cristian Ugalde         | Barcelona       |
| Árpád Sterbik           | Atlético Madrid |
| Joan Cañellas           | Atlético Madrid |
| Viran Morros            | Barcelona       |
| Valero Rivera           | HBC Nantes      |
| Gedeón Guardiola        | San Antonio     |
| Valero Rivera           |                 |

### Hrvatska
| Ime i prezime     | Klub               |
| ----------------- | ------------------ |
| Mirko Alilović    | Celje              |
| Venio Losert      | Ademar León        |
| Manuel Štrlek     | Kielce             |
| Ivan Ninčević     | Füchse Berlin      |
| Ivan Čupić        | Rhein-Neckar Löwen |
| Zlatko Horvat     | Zagreb             |
| Igor Vori         | HSV Hamburg        |
| Ivano Balić       | Zagreb             |
| Domagoj Duvnjak   | HSV Hamburg        |
| Drago Vuković     | VfL Gummersbach    |
| Blaženko Lacković | HSV Hamburg        |
| Jakov Gojun       | Zagreb             |
| Marko Kopljar     | Zagreb             |
| Denis Buntić      | Ademar León        |
| Damir Bičanić     | Ademar León        |
| Slavko Goluža     |                    |

### Mađarska
| Ime i prezime    | Klub                  |
| ---------------- | --------------------- |
| Ferenc Ilyés     | MKB Veszprém          |
| Gábor Császár    | MKB Veszprém          |
| Tamás Mocsai     | TSV Hannover-Burgdorf |
| Gergő Iváncsik   | MKB Veszprém          |
| Gergely Harsányi | Tatabánya             |
| Nándor Fazekas   | MKB Veszprém          |
| Carlos Pérez     | MKB Veszprém          |
| Roland Mikler    | Pick Szeged           |
| Balázs Laluska   | MKB Veszprém          |
| László Nagy      | Barcelona             |
| Péter Gulyás     | MKB Veszprém          |
| Attila Vadkerti  | Pick Szeged           |
| Szabolcs Zubai   | Pick Szeged           |
| Timuzsin Schuch  | MKB Veszprém          |
| Máté Lékai       | Celje                 |
| Lajos Mocsai     |                       |

### Srbija
| Ime i prezime     | Klub                 |
| ----------------- | -------------------- |
| Žarko Šešum       | Rhein-Neckar Löwen   |
| Marko Vujin       | Kiel                 |
| Ivan Nikčević     | Wisła Płock          |
| Nikola Manojlović | Cimos Koper          |
| Alem Toskić       | Celje                |
| Darko Stanić      | Metalurg             |
| Momir Ilić        | Kiel                 |
| Rajko Prodanović  | Pick Szeged          |
| Rastko Stojković  | Kielce               |
| Momir Rnić        | Frisch Auf Göppingen |
| Bojan Beljanski   | Frisch Auf Göppingen |
| Nenad Vučković    | MT Melsungen         |
| Dalibor Čutura    | Ademar León          |
| Ivan Stanković    | US Créteil           |
| Slaviša Đukanović | Saint-Raphaël HB     |
| Veselin Vuković   |                      |

### Danska
| Ime i prezime        | Klub                  |
| -------------------- | --------------------- |
| Niklas Landin        | Bjerringbro-Silkeborg |
| Thomas Mogensen      | Flensburg-Handewitt   |
| Lasse Boesen         | KIF Holding           |
| Rasmus Lauge         | Bjerringbro-Silkeborg |
| Nikolaj Markussen    | Atlético Madrid       |
| Anders Eggert Jensen | Flensburg-Handewitt   |
| Bo Spellerberg       | KIF Holding           |
| Michael V. Knudsen   | Flensburg-Handewitt   |
| Lasse Svan Hansen    | Flensburg-Handewitt   |
| Hans Lindberg        | HSV Hamburg           |
| René Toft Hansen     | AG København          |
| Marcus Cleverly      | Kielce                |
| Kasper Søndergaard   | Skjern Håndbold       |
| Mikkel Hansen        | AG København          |
| Kasper Nielsen       | Bjerringbro-Silkeborg |
| Ulrik Wilbek         |                       |

### Južna Koreja
| Ime i prezime    | Klub         |
| ---------------- | ------------ |
| Li Čang-Vu       | Chungnam     |
| Džeong Jik-Jeong | Doosan Bears |
| Park Kjung-Suk   | Chungnam     |
| Džung Su-Jung    | Korosa       |
| Park Džung-Geu   | KHF          |
| Lim Duk-Džun     | Doosan Bears |
| Park Čan-Jung    | Doosan Bears |
| Li Džae-Vu       | Doosan Bears |
| Ju Dong-Geun     | IUDC         |
| Džeong Han       | IUDC         |
| Paek Von-Čul     | Korosa       |
| Lo Kjung-Su      | Chungnam     |
| Eom Hjo-Von      | Korea Army   |
| Ju Kjung-šin     | KHF          |
| Džun Džing-Ho    | Korosa       |
| Čo Jung-Šin      |              |